# Commidendrum rotundifolium
Espèce
Statut de conservation UICN

 CR : 
En danger critique
Commidendrum rotundifolium est une espèce de plante à fleurs de la famille des Asteraceae.
L'espèce avait été classée éteinte à l'état sauvage en 1998. Elle est considérée comme en critique danger d'extinction depuis 2016, après la découverte d'un unique individu sauvage.
L'espèce a été pensé éteinte, mais un dernier arbre a été découvert en 1982 sur une falaise à la lisière sud de Horsepasture. Cet arbre, longtemps considéré comme le dernier, a été détruit en 1986 par une tempête. Heureusement des graines ont été récoltés et cultivés à partir de cet arbre avant qu'il ne périsse. 

## Répartition
Comme toutes les espèces du genre Commidendrum, Commidendrum rotundifolium est endémique à Sainte-Hélène.